# Agua fósil
El «agua fósil» es agua subterránea que ha permanecido en un acuífero por miles o millones de años, cuando los cambios geológicos los sellaron, impidieron su recarga y quedaron atrapados dentro, convirtiéndose así en agua «fosilizada». El fechado con radiocarbono ha revelado que algunos acuíferos han permanecido así desde hace 40 000 años, desde antes de la última glaciación.
Los acuíferos de Ogallala y Nubia se encuentran entre las más notables de las reservas de «agua fósil». La extracción del «agua fósil» es algunas veces referida como agua de mina, dado que es una fuente no renovable.

## Descubrimientos recientes

### Mayo de 2013
En las profundidades de una mina canadiense, próxima a la localidad de Timmins, a una profundidad de 2400 m se ha encontrado un bolsón de «agua fósil» cuyo origen procede del Arcaico o del Proterozoico, con una edad estimada entre 2640 y 1500 millones de años. La edad del bolsón de agua se determinó mediante el análisis de la composición isotópica del gas disuelto. La composición y las dimensiones del acuífero inducen a pensar que podría contener formas de vida microbiana aislada durante este período de tiempo.
El agua ha permanecido atrapada en fracturas de rocas del supereón Precámbrico que forman la estructura geológica conocida como escudo canadiense.